# Dar El Aviya
Dar El Aviya è uno dei quattro comuni del dipartimento di Boghé, situato nella regione di Brakna in Mauritania. Contava 3.619 abitanti nel censimento della popolazione del 2000.